# House of Mystic Lights
„House of Mystic Lights” – singel niemieckiej piosenkarki C.C. Catch wydany wiosną 1988 roku przez Hansa Records. Utwór został napisany przez Dietera Bohlena. Singel zapowiadał nadchodzący album kompilacyjny pt. Diamonds – Her Greatest Hits.

## Lista utworów

### Wydanie na 7"[1]
A. „House Of Mystic Lights (Radio Swing Mix)” – 3:02
B. „House Of Mystic Lights (Club Mix)” – 3:02
- Wersje (Radio Swing Mix) i (Club Mix) różnią się od siebie aranżacją.

### Wydanie na 12"[2]
A. „House Of Mystic Lights (Long Version Dance Mix)” – 4:08
B1. „House Of Mystic Lights (Radio Swing Mix)” – 3:02
B2. „House Of Mystic Lights (Instrumental Mix)” – 2:58
- Wersja (Long Version Dance Mix) to wersja przedłużona wersji (Club Mix) z wydania na 7".
- Wersja (Instrumental Mix) to wersja instrumentalna wersji (Club Mix) z wydania na 7".

## Listy przebojów (1988)
| Państwo                | Najwyższa pozycja |
| ---------------------- | ----------------- |
| Hiszpania (AFYVE)      | 7                 |
| Niemcy (Media Control) | 22                |

## Autorzy[5]
- Muzyka: Dieter Bohlen
- Autor tekstów: Dieter Bohlen
- Śpiew: C.C. Catch
- Producent: Dieter Bohlen
- Aranżacja: Dieter Bohlen
- Współproducent: Luis Rodríguez